# Ghiacciaio Gardiner
Il ghiacciaio Gardiner (in inglese Gardiner Glacier) è un ghiacciaio situato nell'entroterra della costa di Hobbs, nella parte occidentale della Terra di Marie Byrd, in Antartide. Il ghiacciaio, il cui punto più alto si trova 1.573 m s.l.m., è situato in particolare nelle colline Quarzo e da qui fluisce in direzione est a partire dalla scarpata Watson  fino ad unire il proprio flusso a quello del ghiacciaio Reedy, pochi chilometri a sud dalla riva della costa di Gould.

## Storia
Il ghiacciaio Gardiner è stato mappato dallo United States Geological Survey grazie a ricognizioni terrestri dello stesso USGS e a fotografie aeree scattate dalla marina militare statunitense nel periodo 1960-64; esso è stato poi così battezzato dal Comitato consultivo dei nomi antartici in onore di Richard D. Gardiner, elettricista di stanza alla stazione Byrd nel 1962.